# Râul Mesteacănu, Ilba
Râul Mesteacănu este un curs de apă din județul Maramureș, fiind unul din cele două brațe care formează Râul Ilba. 